# Geothlypis semiflava
Geothlypis semiflava е вид птица от семейство Parulidae.

## Разпространение
Видът е разпространен в Еквадор, Колумбия, Коста Рика, Мексико, Никарагуа, Панама и Хондурас.